# زياد بطرس
زياد بطرس هو ملحن لبناني وهو أيضاً شقيق للمغنية اللبنانية جوليا بطرس، وقد ألف العديد من الألحان لأغانيها.

## روابط خارجية
- زياد بطرس على موقع IMDb (الإنجليزية)

- Future Tv Network - Ziad Boutros (In Arabic)